# HV Kolping
HV Kolping was een handbalvereniging uit Oudorp. In 2002 fuseerde HV Kolping met AHC '94 tot AHC Kolping.

## Geschiedenis
In 1963 werd HV Kolping opgericht als afsplitsing van voetbalvereniging Kolping Boys. Al snel groeide de vereniging uit tot een succesvolle club. De vrouwentak, waar het allemaal mee startte, bereikte in 1975 voor het eerst de tweede divisie.
Echter waren het vooral de mannen die de club sportief op de kaart zetten. Eerst met de landelijk veldhandbaltitel in 1990, daarna met het kampioenschap van de tweede divisie in 1993. In 1995 promoveerde het herenteam onder leiding van trainster Willy Aalmoes naar de eredivisie. Het verblijf duurde maar één jaar, maar de Ouddorpers bleven een stabiele eerste divisionist. Na de oprichting van de stichting, de komst van trainer Alex Vaassen in mei 1999 en de aanloop van een groot aantal regionale talenten werd in 2002 werd wederom promotie naar de eredivsie binnengehaald. In hetzelfde jaar fuseerde AHC '94 met Kolping tot AHC Kolping.